# Gábor Karsai
Gábor Karsai (* 4. März 2004) ist ein ungarischer Leichtathlet, der sich auf den Langstreckenlauf spezialisiert hat.

## Sportliche Laufbahn
Erste internationale Erfahrungen sammelte Gábor Karsai im Jahr 2023, als er bei den U20-Europameisterschaften in Jerusalem in 14:18,70 min den fünften Platz im 5000-Meter-Lauf belegte. Im Dezember gelangte er bei den Crosslauf-Europameisterschaften in Brüssel nach 16:58 min auf den 16. Platz im U20-Rennen. Im Jahr darauf wurde er bei den Crosslauf-Europameisterschaften in Antalya in 19:15 min 31. im U23-Rennen und 2025 belegte er bei den U23-Europameisterschaften in Bergen in 29:11,26 min den fünften Platz im 10.000-Meter-Lauf.
2023 wurde Karsai ungarischer Meister im 10.000-Meter-Lauf.

## Persönliche Bestzeiten
- 3000 Meter: 8:18,27 min, 31. Mai 2023 in Győr
  - 3000 Meter (Halle): 8:10,25 min, 18. Februar 2024 in Nyíregyháza
- 5000 Meter: 14:05,80 min, 24. Juni 2023 in Banská Bystrica
- 10.000 Meter: 29:11,26 min, 17. Juli 2025 in Bergen
- Halbmarathon: 1:05:46 h, 15. April 2023 in Pardubice (ungarischer U20-Rekord)